# Ewa Krajewska
Ewa Krajewska z domu Witkowska (ur. 22 października 1980 w Suwałkach) – polska urzędniczka państwowa i farmaceutka, w latach 2021–2023 główny inspektor farmaceutyczny, w 2023 minister zdrowia w trzecim rządzie Mateusza Morawieckiego.

## Życiorys
Córka Tadeusza i Bożeny. W 2005 została absolwentką farmacji na Wydziale Farmaceutycznym Akademii Medycznej w Warszawie. W 2015 na tej uczelni (przekształconej w Warszawski Uniwersytet Medyczny) uzyskała specjalizację z farmacji szpitalnej. W 2023 ukończyła studia podyplomowe MBA realizowane przez Krakowską Szkołę Biznesu Uniwersytetu Ekonomicznego w Krakowie oraz Uczelnię Łazarskiego w Warszawie.
Zajmowała kierownicze stanowiska związane z zarządzaniem jednostkami aptecznymi. Była też redaktor naczelną czasopisma branżowego dla farmaceutów szpitalnych. Od marca 2020 pełniła funkcję zastępczyni dyrektora Departamentu Polityki Lekowej i Farmacji w Ministerstwie Zdrowia. W lutym 2021 premier Mateusz Morawiecki powołał ją na stanowisko głównego inspektora farmaceutycznego.
27 listopada 2023 prezydent RP Andrzej Duda powołał ją na urząd ministra zdrowia w trzecim rządzie Mateusza Morawieckiego. Funkcję tę pełniła do 13 grudnia 2023. W 2024 objęła funkcję przewodniczącej rady nadzorczej Powiatowego Centrum Zdrowia w Otwocku.